# Método de Dormand-Prince
En análisis numérico, Dormand-Prince es un método para la resolución de ecuaciones diferenciales ordinarias. Pertenece a la familia de métodos Runge-Kutta. Evalúa seis veces la función para calcular las soluciones de cuarto y quinto orden. La diferencia entre esas soluciones se tome como error de la solución (de cuarto orden). Esta estimación de error  resulta conveniente para los algoritmos de integración adaptativos. Otros métodos de integración similares son el método de Runge-Kutta-Fehlberg (RKF) y el método Cash-Karp (RKCK).
El método Dormand–Prince tiene siete etapas, pero solo usa seis evaluaciones de función por paso porque tiene la propiedad "primero igual que el último" (en inglés, First Same As Last - FSAL): la última etapa de un paso se evalúa en el mismo punto que el primero del paso siguiente. Dormand y Prince escogieron los coeficientes de su método para minimizar el error de la solución de quinto orden. Esta es la principal diferencia con el método de Fehlberg, que se construyó de modo que la solución de cuarto orden tenga un error pequeño. Por esa razón, el método de Dormand–Prince es más adecuado cuando la solución de orden superior se usa para continuar la integración, una práctica conocida como interpolación local. (Hairer, Nørsett & Wanner 1993).(Hairer, Nørsett y Wanner, 1993).
Dormand–Prince es el método principal de resolución de EDOs (ode45) de MATLAB y de GNU Octave.
La matriz de Butcher del método es:
|  | 0    |            |             |            |          |               |          |      |
|  | 1/5  | 1/5        |             |            |          |               |          |      |
|  | 3/10 | 3/40       | 9/40        |            |          |               |          |      |
|  | 4/5  | 44/45      | −56/15      | 32/9       |          |               |          |      |
|  | 8/9  | 19372/6561 | −25360/2187 | 64448/6561 | −212/729 |               |          |      |
|  | 1    | 9017/3168  | −355/33     | 46732/5247 | 49/176   | −5103/18656   |          |      |
|  | 1    | 35/384     | 0           | 500/1113   | 125/192  | −2187/6784    | 11/84    |      |
|  |      | 35/384     | 0           | 500/1113   | 125/192  | −2187/6784    | 11/84    | 0    |
|  |      | 5179/57600 | 0           | 7571/16695 | 393/640  | −92097/339200 | 187/2100 | 1/40 |

La primera línea de coeficientes b proporciona la solución de quinto orden y la segunda línea la de cuarto orden.